# 長崎県立虹の原特別支援学校
長崎県立虹の原特別支援学校（ながさきけんりつ にじのはらとくべつしえんがっこう）は、長崎県大村市宮小路三丁目にある県立特別支援学校。
壱岐市郷ノ浦町に壱岐分校、対馬市厳原町に高等部分教室がある。

## 概要
分校・分教室
- 壱岐分校
  - 小中学部 - 〒811-5133 長崎県壱岐市郷ノ浦町本村触589　壱岐市立盈科小学校内 （北緯33度44分58.7秒 東経129度41分35.9秒 / 北緯33.749639度 東経129.693306度）
  - 高等部 - 〒811-5136 長崎県壱岐市郷ノ浦町片原触88　長崎県立壱岐高等学校内（北緯33度44分47.3秒 東経129度41分32.4秒 / 北緯33.746472度 東経129.692333度）

- 高等部対馬分教室 - 〒817-0016　長崎県対馬市厳原町東里120番地 長崎県立対馬高等学校内（北緯34度12分45.1秒 東経129度17分36.4秒 / 北緯34.212528度 東経129.293444度）

校訓
「自尊・自主・自立」
校章
2002年（平成14年）4月に制定された。校訓である「自尊・自主・自立」を夢と希望を与える大きな虹で表し、学校・保護者・地域社会の支援を相似させたフォルムにして、児童生徒が大きく成長していくことへの願いを込めている。
校歌
タイトルは「虹の原」。作詞は髙塚かず子、作曲は山陸芳彦による。3番まである。
学部
小学部、中学部、高等部の3学部
- 教員が以下の地区の家庭や病院を訪問する「訪問教育」も行っている。（大村・波佐見地区、壱岐地区、対馬地区）

部活動
高等部に陸上部、音楽サークル、バドミントン同好会、美術サークル、演劇サークルがある。

## 沿革
- 1971年（昭和46年） - 大村市久原久原二丁目に「長崎県立久原養護学校」が開校。
- 1998年（平成10年） - 私立（学校法人コルベ学園）みさかえ養護学校を廃止し、「長崎県立久原養護学校みさかえ分校」とする。
- 2002年（平成14年）
  - 4月 - 校名を「長崎県立虹の原養護学校」に改称し、校舎を移転。スクールバスの運行開始。
  - 11月 - 明仁天皇・美智子皇后（いずれも当時）夫妻が来校・視察。開校式典を挙行。
- 2005年（平成17年）3月 - 高等部新校舎が完成。
- 2007年（平成19年）4月 - 壱岐市立盈科小学校内に壱岐分教室を開設。
- 2010年（平成22年）4月 - 校名を「長崎県立虹の原特別支援学校」（現校名）に改称。長崎県立対馬高等学校内に対馬地区高等部訪問教室を開設。
- 2012年（平成24年）4月 - 対馬地区高等部訪問教室を高等部対馬分教室とする。
- 2013年（平成25年）4月 - 長崎県立壱岐高等学校内に壱岐分教室高等部を開設。
- 2015年（平成27年）4月1日 - 壱岐分教室を「壱岐分校」に改称。みさかえ分校（諫早市小長井町）を長崎県立諫早特別支援学校に移管の上、みさかえ分教室とする。
- 2018年（平成30年）4月1日 - 就業サービス科を設置[2]。
- 2027年（令和9年）4月1日 - 対馬市立厳原中学校内に小・中学部の分教室を開設（予定）[3]。

## アクセスと周辺
- JR九州大村線「大村車両基地駅」
- 長崎県営バス 「郡橋」（こおりばし）バス停
- 大村IC出口より国道444号を空港方向へ、「桜馬場」交差点で右折、国道34号（長崎街道）沿いにある。
- 周辺には大村市立竹松小学校、大村市立郡中学校がある。